# Prozopagnózia
A prozopagnózia (más néven arcvakság) az arcfelismerési képesség hiányát jelenti. 
A betegek nem ismerik fel ismerőseik arcát, olykor még a saját arcukat sem, annak ellenére, hogy a látásélesség és az általános intellektus sértetlen marad. A legtöbb prozopagnóziás meg tudja különböztetni az emberi és nem emberi arcokat, a nemeket, és fel tudja ismerni az arckifejezéseket.
A betegséget legtöbbször valamilyen agysérülés okozza. A jobb gyrus fusiformis és lingualis károsodása vezet a legkifejezettebb arcfelismerési zavarhoz. De az öröklés is igen fontos szerepet játszhat a kialakulásában. Mivel az arc egy igen fontos azonosító tényező, ezért azok az emberek, akik nem képesek arcok felismerésére, csak másodlagos jellemvonásokból következtethetnek a személyek kilétére (ruházkodás, hajszín, alak, hang).

## Általános áttekintés
A prozopagnózia kifejezést először Joachim Bodamer, egy német neurológus, használta 1947-ben. A kifejezés a görög prosopon („arc”) és agnosia („tudás nélküli”) szóból keletkezett. Bodamer leírja egy 24 éves férfi esetét, aki egy, az agyába fúródott lövedék miatt képtelenné vált barátai, családtagjai, de még saját arca felismerésére is.
A prozopagnózia nem egy általános zavar. Különböző emberek különböző típusú és szintű károsodást mutatnak. A betegek nem képesek konkrét személyek arcát felismerni, ellenben az embereket és a tárgyakat kategorizálni tudják. A kategorizáció rendkívül összetett folyamat, számos feldolgozási állomással, amelyeket egy esetleges agysérülés károsíthat. Ez egyben az arcvakság többféle válfaját is jelentheti.
Egészen a 21. század elejéig azt hitték, hogy a prozopagnózia egy ritka betegség, és kizárólag valamilyen agyi sérüléssel vagy idegrendszeri betegséggel azonosították. Mára már beigazolódott, hogy a betegség örökölhető, és jóval gyakoribb, mint azt korábban gondolták.

## Példák
A prozopagnózia klasszikus példájáról Oliver Sacks (1985) ír könyvében: A férfi, aki kalapnak nézte a feleségét. „Dr P” (a beteg) képtelen volt a feleségét az arcáról felismerni, de megismerte a hangját. A családjáról, barátairól készült fényképeken csak különleges ismertetőjegyek segítségével tudta felismerni a személyeket. Bátyját például csámpás fogairól azonosította.
Egy másik esetben egy prozopagnóziás a pincérnek panaszkodott az étteremben, hogy valaki állandóan bámulja, mire a pincér kénytelen volt felvilágosítani arról, hogy tükörbe néz.
Egy beteg nem tudta azonosítani a kórházban dolgozókat. „Maga bizonyára orvos, mert fehér köpenyt hord, de nem tudom, hogy melyik. Ha megszólal, megmondom.” Még a látogatási időben bejövő feleségére sem ismert rá. Nem ismerte fel Churchill, Hitler és Marilyn Monroe fényképét sem (Pallis, 1955).

## Fajtái

### Tudatosult prozopagnózia
Az arcfelismerési rendszer korai feldolgozási folyamatinak hibája. Az arcvakság ezen fajtájában szenvedő emberek nem képesek az arcok között hasonlóságokat, különbségeket felfedezni. Továbbá képtelenek az arcokon megjelenő attribútumok felismerésére is, mint például a nem vagy az életkor. Az embereket csakis ruházkodásuk, frizurájuk és hangjuk alapján azonosítják.

### Asszociatív prozopagnózia
A korai arcfelismerési folyamatok és az arcokról megőrzött sematikus memóriakép kapcsolatának sérülése. A betegség ezen fajtájában szenvedők képesek fényképről megállapítani, hogy két arc különbözik-e egymástól, továbbá a nemet és az életkort is be tudják azonosítani.  Azonban nem képesek egy személyt pusztán az arcáról felismerni vagy bármilyen információval szolgálni a foglalkozásáról, nevéről vagy arról, hogy mikor találkoztak vele utoljára. Nekik is segítséget nyújt a személy hangja, hajviselete, bármilyen különleges ismertetőjele.

### Örökölt prozopagnózia
A betegség ezen formája igen változatos lehet. Okozhatja egy öröklődő domináns gén, de a kutatások azt mutatják, hogy a fejlődési rendellenességek is nagy szerepet játszanak kialakulásában.  Van néhány olyan betegség, amely gyakran jár együtt prozopagnóziával, ilyen például: a nonverbális tanulási zavar, a Williams-szindróma és az autizmus. Azonban az ilyen típusú betegségek igen bonyolultak, ezért kerülni kell az önkényes feltételezéseket.

## Tudatalatti arcfelismerés
Az arcvakság egyik érdekes tulajdonsága, hogy van tudatos és tudatalatti vonatkozása is. A kutatások azt mutatják, ha prozopagnóziás betegeknek képeket mutatnak ismerős és ismeretlen személyek arcáról, a betegek nem ismerik fel az arcokat, de még arra sem képesek, hogy eldöntsék, hogy az arc, amit látnak, egy ismerős vagy egy ismeretlen arca. Azonban amikor a tudósok a kiváltott érzelmeket vizsgálták (a bőrellenállást: a szervezet autonóm idegrendszerének aktivációs szintjét mutatja), tudatalatti érzelmi reakciókat mértek, amikor ismerős embereket mutattak a betegeknek (a bőrellenállás megnövekedett). Ez bizonyítékot szolgáltatott arra, hogy azok a prozopagnóziások, akiknek sértetlen az észlelési feldolgozásuk, kódolják az ingert, de az soha nem éri el a tudatosság szintjét.

## Prozopagnózia gyermekkorban
A gyermekkori arcvakság nagyon nehéz a benne szenvedő gyermekek számára, ugyanis mind a betegségük megértése, mind pedig a vele való együttélés megtanulása is jelentős kihívás elé állítja a gyermeket és egész környezetét. Sok felnőtt arról számolt be, hogy gyermekkorukban fogalmuk sem volt arról, hogy nekik bármilyen problémájuk van, azt hitték, hogy a többi ember se képes csak arcról megismerni valakit.
A prozopagnózia gyermekkorban határozottan aluldiagnosztizált betegség, ugyanis az ilyen gyerekek legtöbbször félénkek és nehezen barátkoznak, ám mivel ennek számos más oka lehet, a körülötte lévő felnőttek nem feltétlenül fognak gyanút. Gyakori, hogy az arcvakságban szenvedő gyermekek igyekeznek nagyon karakteres, valamilyen kiugró jelleggel rendelkező kortársaikkal barátkozni, ugyanis őket könnyebben felismerik.
A betegségben szenvedő gyerekeknek nehézséget okozhat a hétköznapi televíziós műsorok és filmek követése, így megértése is. Hajlamosak jobban kedvelni az olyan rajzfilmeket, ahol a szereplők mindig ugyanazt a ruhát viselik, és más könnyen megkülönböztethető jellemzőkkel rendelkeznek. Csakúgy, mint felnőttkorban, a gyermekkori prozopagnózia tünetei közé tartozik a családtagok megkülönböztetésének nehézsége, valamint a mindennapi életük szereplőinek kontextuson kívüli felismerése (pl. tanár a boltban).
Sajnos az oktatási rendszer szakemberei nincsenek felkészítve az arcvakságban szenvedő gyermekek eltérő igényeire, gyakran nincsenek is tisztában a betegség létezésével, így a közoktatásban való sikeres részvétel további kihívást jelent az ilyen  gyermekek és családjuk számára.

## Nem csak arcvakság
Számos prozopagnóziás páciensnek olyan járulékos sérülései is vannak, amelyeket gyakran figyelmen kívül hagynak. Damasio, Damasio és van Hoesen (1982) hívja fel figyelmünket, hogy a páciens legtöbbször az arcfelismerés kiesése mellett nem is veszi észre felismerési képességei más formáinak zavarait. Az említett szerzők olyan páciensekről számolnak be, akik nemcsak arcot, hanem más ismerős dolgot sem tudtak felismerni. Beszámolnak egy olyan madárfigyelőről, aki meg tudta mondani, milyen madarat lát, de nem tudta meghatározni, milyen fajba tartozik. Egy ennél is elképesztőbb beszámoló szerint páciensük nem ismerte fel saját autóját. Végig kellett néznie minden autó rendszámtábláját a parkolóban, hogy megtalálja a sajátját. A kocsija kinézete nem nyújtott számára semmiféle segítséget.